# Sumilao
Sumilao est une municipalité des Philippines située dans le nord de la province de Bukidnon, sur l'île de Mindanao.

## Subdivisions
La municipalité est divisée en 10 barangays :
- Kisolon
- Culasi
- Licoan
- Lupiagan
- Occasion
- Puntian
- San Roque
- San Vicente
- Poblacion
- Vista Villa

## Tourisme

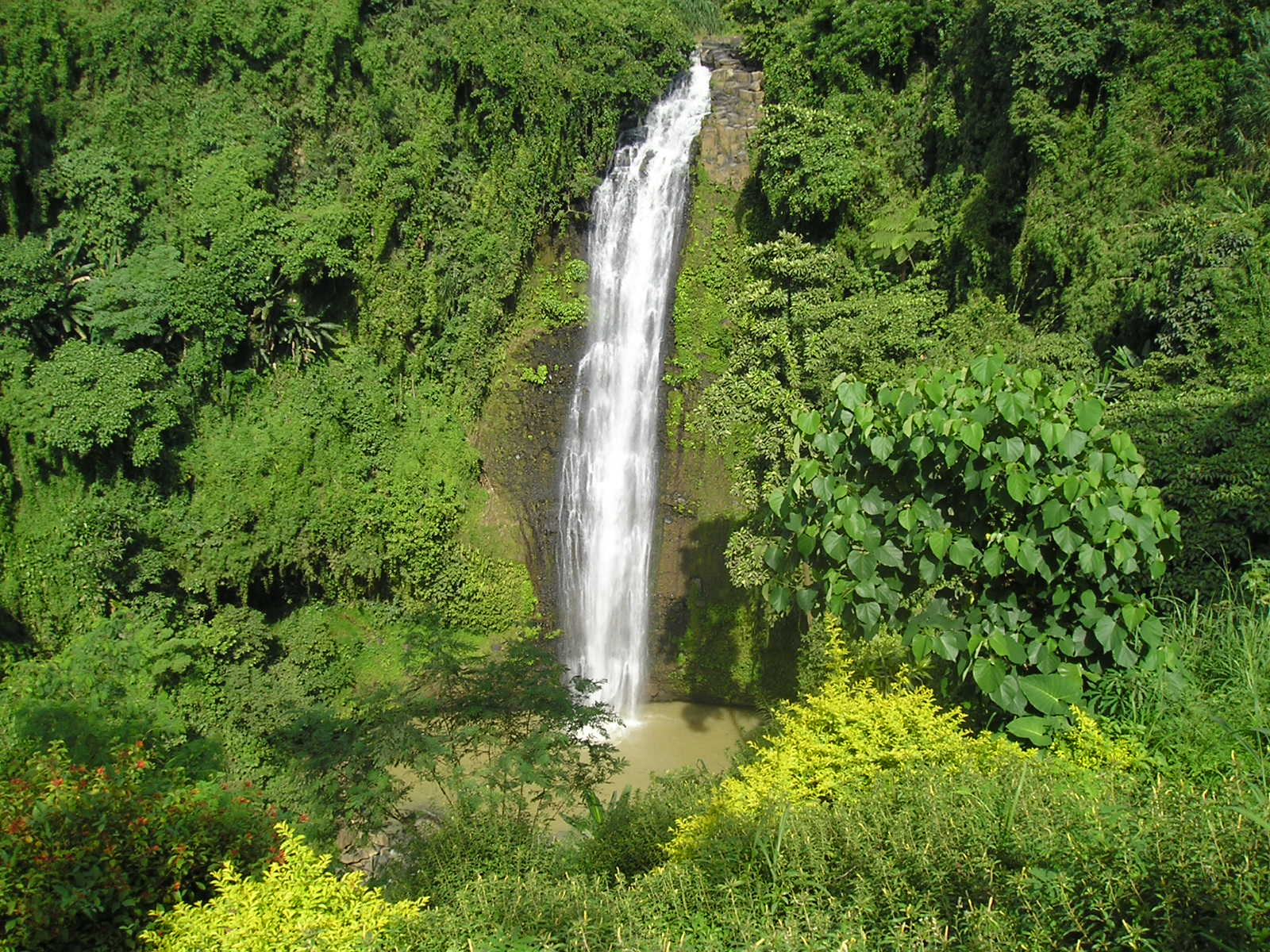
Les chutes d'Alalum font environ 45 m de haut (juillet 2006).